# Giacomo de Angelis
Giacomo de Angelis (Pisa, 13 de outubro de 1610 - Barga, 15 de setembro de 1695) foi um cardeal do século XVII

## Biografia
Nasceu em Pisa em 13 de outubro de 1610. De família nobre. Seu primeiro nome também está listado como Jacopo.
Estudou na Universidade de Pisa, onde obteve o doutorado in utroque iure , tanto em direito canônico quanto em direito civil.
Governador das cidades de Narni, Fabriano e Jesi no pontificado do Papa Inocêncio X. Relator da SC de Bom Governo e referendário dos Tribunais da Assinatura Apostólica de Justiça e da Graça no pontificado do Papa Alexandre VII.
Eleito arcebispo de Urbino em 20 de setembro de 1660. Consagrada em 3 de outubro de 1660, igreja de S. Maria del Rosario, pelo cardeal Giulio Sacchetti. Renunciou ao governo da arquidiocese, 1667. Vice-gerente de Roma, 27 de fevereiro de 1667 até 2 de setembro de 1686. Nomeado secretário da SC de Bispos e Regulares pelo Papa Clemente IX (1667-1669), mas a nomeação não teve efeito porque O cardeal Paluzzo Paluzzi Altieri degli Albertoni queria o cargo para outro prelado. Cônego da basílica patriarcal de Latrão no pontificado do Papa Inocêncio XI (1676-1689).
Criado cardeal sacerdote no consistório de 2 de setembro de 1686; recebeu o gorro vermelho e o título de S. Maria in Aracoeli, a 30 de setembro de 1686. Abade de Nonantola. Visitador apostólico ao Santuário de Loreto e à arquidiocese de Urbino. Participou do conclave de 1689, que elegeu o papa Alexandre VIII. Participou do conclave de 1691, que elegeu o Papa Inocêncio XII.
Morreu em Barga em 15 de setembro de 1695, Barga, perto de Garfagnana, arquidiocese de Pisa. Transferido para Roma, foi sepultado a título titulado na câmara subterrânea da capela familiar de S. Pietro di Alcântara.